# Pierre Drieu la Rochelle
Pierre Drieu la Rochelle, född 3 januari 1893 i Paris, död 15 mars 1945 i Paris, var en fransk författare.

## Biografi
Drieu la Rochelle sårades allvarligt tre gånger under första världskriget, där han deltog både vid Verdun och Dardanellerna. Han debuterade 1917 som krigslyriker med diktsamlingen Interrogation som han skrivit under sjukhusvistelsen. Han framträdde därefter som besk politisk-social kritiker i diktsamlingarna Mesure de France (1922) och Confession d'un français (1924). La Rochelle skrev även romanerna État social (1924), där han självbiografiskt tecknade efterkrigsungdomens mentalitet, och Plainte contre inconnu (1924) samt Don Juan-romanen L'homme couvert de femmes (1925), erotiska analyser inspirerade av Marcel Proust.
Efter att tidigare ha betraktat sig som socialist förklarade han sig 1934 vara fascist. Samma år publicerade han novellsamlingen La comédie de Charleroi i vilken han gestaltade sina tidigare krigsupplevelser. Boken belönades med Prix de La Renaissance. År 1936 gick han med i det fascistiska Parti Populaire Français under ledning av Jacques Doriot, och 1940 kom han att stödja Nazitysklands ockupation av Frankrike. Samma år blev han redaktör för La Nouvelle Revue Française, och uppmanade till samarbete med tyskarna. Efter Paris befrielse i augusti 1944 gick Drieu la Rochelle under jorden; han begick självmord i mars 1945.